# Mistrzostwa Świata w Lekkoatletyce 1987 – bieg na 400 m przez płotki mężczyzn

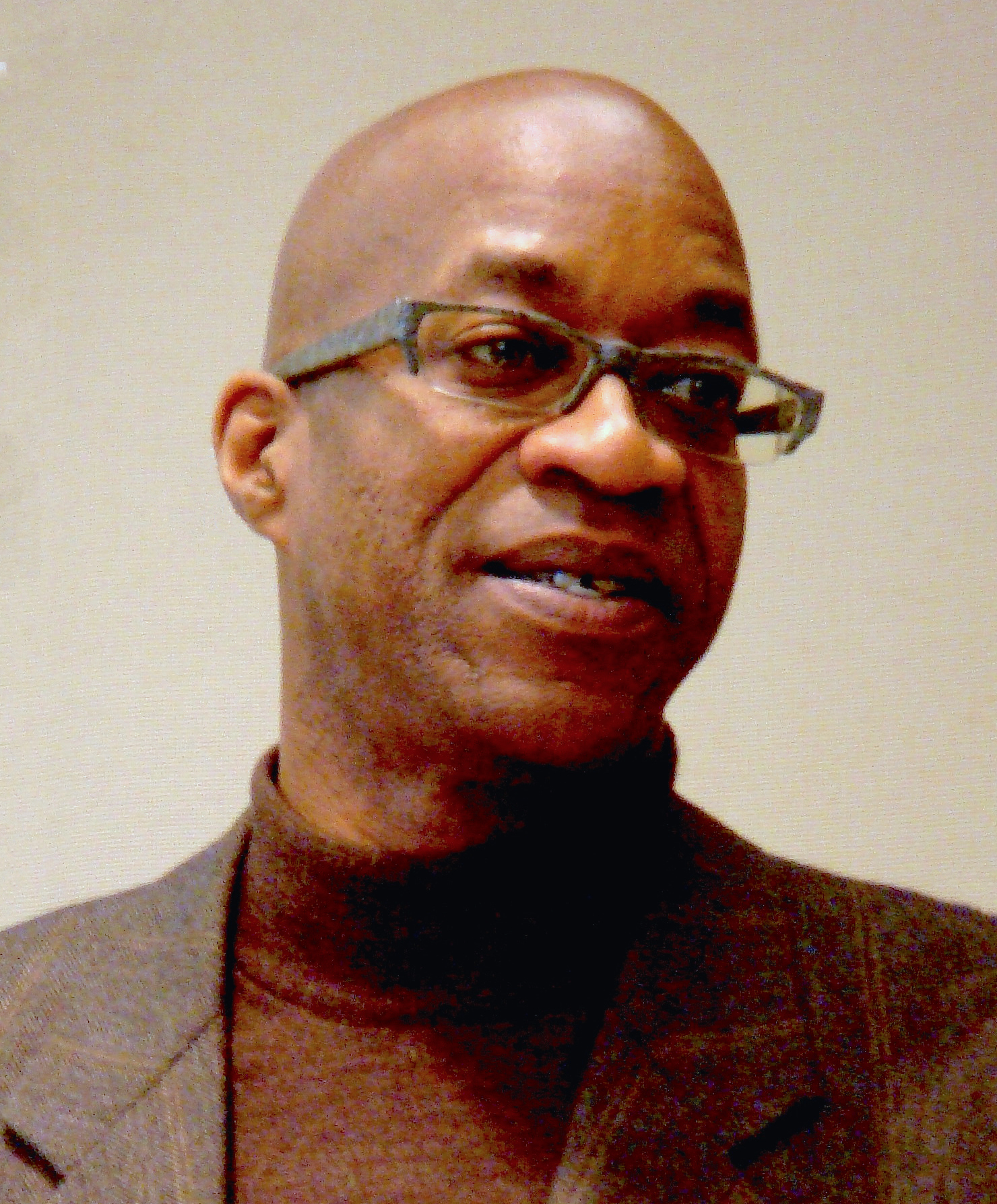
Mistrz świata Edwin Moses

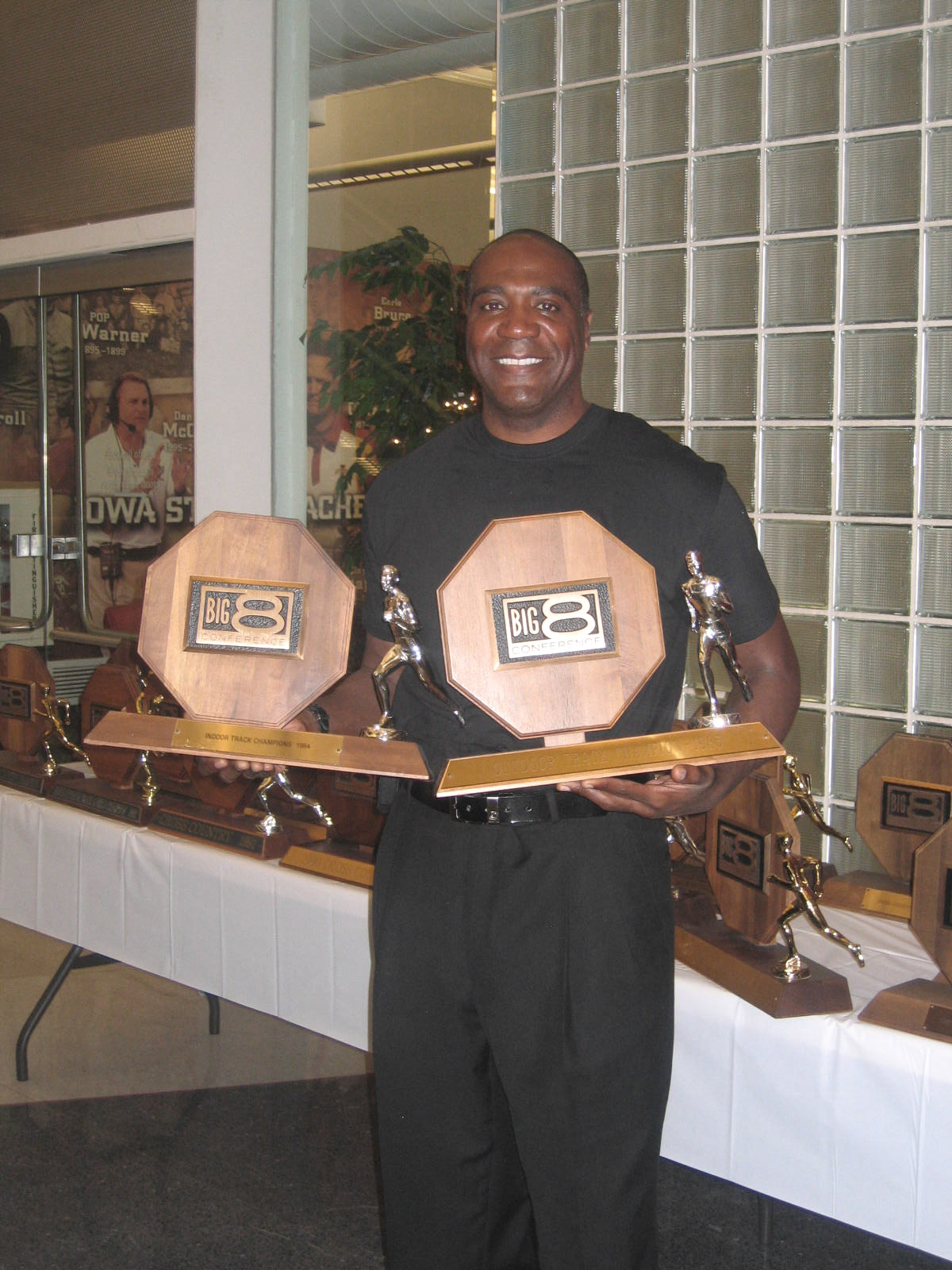
Wicemistrz świata Danny Harris

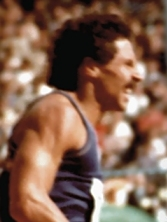
Brązowy medalista Harald Schmid

Bieg na 400 metrów przez płotki mężczyzn – jedna z konkurencji biegowych rozgrywanych podczas lekkoatletycznych mistrzostw świata w 1987 na Stadionie Olimpijskim w Rzymie.
Zwycięzcą został Edwin Moses ze Stanów Zjednoczonych, który tym samym obronił tytuł zdobyty na  poprzednich mistrzostwach.

## Terminarz
| Data        |            |
| ----------- | ---------- |
| 30 sierpnia | Eliminacje |
| 31 sierpnia | Półfinały  |
| 1 września  | Finał      |

## Rekordy
|                          | Zawodnik    | Wynik | Miejsce   | Data                  |
| ------------------------ | ----------- | ----- | --------- | --------------------- |
| Rekord świata            | Edwin Moses | 47,02 | Koblencja | 31 sierpnia 1983(dts) |
| Rekord mistrzostw świata | Edwin Moses | 47,50 | Helsinki  | 9 sierpnia 1983(dts)  |

## Wyniki

### Eliminacje
Rozegrano 6 biegów eliminacyjnych. Z każdego biegu dwóch najlepszych zawodników automatycznie awansowało do półfinałów (Q). Skład półfinalistów uzupełniło czterech najszybszych biegaczy spoza pierwszej dwójki ze wszystkich biegów eliminacyjnych (q).

#### Bieg 1
| Poz. | Imię i nazwisko      | Narodowość                        | Wynik | Uwagi |
| ---- | -------------------- | --------------------------------- | ----- | ----- |
| 1    | Edwin Moses          | Stany Zjednoczone                 | 49,03 | Q     |
| 2    | Henry Amike          | Nigeria                           | 49,56 | Q     |
| 3    | Ryoichi Yoshida      | Japonia                           | 49,87 | q     |
| 4    | Simon Kitur          | Kenia                             | 50,30 |       |
| 5    | Martin Gillingham    | Wielka Brytania                   | 50,64 |       |
| 6    | Michel Zimmerman     | Belgia                            | 50,70 |       |
| 7    | Pedro Chiamulera     | Brazylia                          | 50,71 |       |
| –    | Raimundo Victor Lima | Wyspy Świętego Tomasza i Książęca | DNS   |       |

#### Bieg 2
| Poz. | Imię i nazwisko     | Narodowość        | Wynik | Uwagi |
| ---- | ------------------- | ----------------- | ----- | ----- |
| 1    | Danny Harris        | Stany Zjednoczone | 48,74 | Q     |
| 2    | Max Robertson       | Wielka Brytania   | 49,73 | Q     |
| 3    | Shem Ochako         | Kenia             | 49,86 | q     |
| 4    | Gilles Vimbert      | Francja           | 50,34 |       |
| 5    | Thomas Futterknecht | Austria           | 50,44 |       |
| 6    | Pablo Squella       | Chile             | 50,73 |       |
| 7    | Edgar Itt           | RFN               | 51,18 |       |
| –    | Prince Dowai        | Sierra Leone      | DNS   |       |

#### Bieg 3
| Poz. | Imię i nazwisko    | Narodowość      | Wynik | Uwagi |
| ---- | ------------------ | --------------- | ----- | ----- |
| 1    | Harald Schmid      | RFN             | 49,28 | Q     |
| 2    | Kriss Akabusi      | Wielka Brytania | 49,36 | Q     |
| 3    | Aleksandr Wasiljew | ZSRR            | 49,99 | q     |
| 4    | Joseph Maritim     | Kenia           | 50,04 |       |
| 5    | Angelo Locci       | Włochy          | 51,15 |       |
| 6    | Shigenobu Ohmori   | Japonia         | 51,20 |       |
| 7    | Rok Kopitar        | Jugosławia      | 51,53 |       |
| 8    | Ilian Goldwasser   | Izrael          | 52,54 |       |

#### Bieg 4
| Poz. | Imię i nazwisko           | Narodowość     | Wynik | Uwagi |
| ---- | ------------------------- | -------------- | ----- | ----- |
| 1    | Sven Nylander             | Szwecja        | 49,95 | Q     |
| 2    | Amadou Dia Ba             | Senegal        | 50,02 | Q     |
| 3    | Uwe Schmitt               | RFN            | 50,54 |       |
| 4    | Rik Tommelein             | Belgia         | 50,63 |       |
| 5    | Jasem Goma'an Al-Duaillah | Kuwejt         | 50,97 |       |
| 6    | Krasimir Demirew          | Bułgaria       | 51,07 |       |
| 7    | Jozef Kucej               | Czechosłowacja | 51,13 |       |
| 8    | Wilfredo Ferrer           | Wenezuela      | 53,03 |       |

#### Bieg 5
| Poz. | Imię i nazwisko  | Narodowość        | Wynik | Uwagi |
| ---- | ---------------- | ----------------- | ----- | ----- |
| 1    | Toma Tomow       | Bułgaria          | 49,27 | Q     |
| 2    | Winthrop Graham  | Jamajka           | 49,34 | Q     |
| 3    | José Alonso      | Hiszpania         | 49,42 | q     |
| 4    | Randy Cox        | Trynidad i Tobago | 50,14 |       |
| 5    | Philippe Gonigam | Francja           | 50,38 |       |
| 6    | Daniel Ogidi     | Nigeria           | 50,51 |       |
| 7    | Klaus Ehrle      | Austria           | 50,91 |       |
| 8    | Ahmed Ghanem     | Egipt             | 51,35 |       |

#### Bieg 6
| Poz. | Imię i nazwisko     | Narodowość        | Wynik | Uwagi |
| ---- | ------------------- | ----------------- | ----- | ----- |
| 1    | Thomas Nyberg       | Szwecja           | 50,06 | Q     |
| 2    | David Patrick       | Stany Zjednoczone | 50,10 | Q     |
| 3    | John Graham         | Kanada            | 50,23 |       |
| 4    | Greg Rolle          | Bahamy            | 50,63 |       |
| 5    | Stanislav Návesňák  | Czechosłowacja    | 50,65 |       |
| 6    | Atanasios Kalojanis | Grecja            | 51,94 |       |
| 7    | Ken Gordon          | Kanada            | 52,22 |       |

### Półfinały
Rozegrano 2 biegi półfinałowe. Z każdego biegu czterech najlepszych zawodników awansowało do finału (Q).

#### Bieg 1
| Poz. | Imię i nazwisko | Narodowość        | Wynik | Uwagi |
| ---- | --------------- | ----------------- | ----- | ----- |
| 1    | Harald Schmid   | RFN               | 48,23 | Q     |
| 2    | Danny Harris    | Stany Zjednoczone | 48,24 | Q     |
| 3    | Sven Nylander   | Szwecja           | 48,46 | Q     |
| 4    | Henry Amike     | Nigeria           | 48,50 | Q     |
| 5    | David Patrick   | Stany Zjednoczone | 48,56 | '     |
| 6    | Winthrop Graham | Jamajka           | 48,64 |       |
| 7    | Shem Ochako     | Kenia             | 49,87 |       |
| 8    | Max Robertson   | Wielka Brytania   | 49,90 |       |

#### Bieg 2
| Poz. | Imię i nazwisko    | Narodowość        | Wynik | Uwagi |
| ---- | ------------------ | ----------------- | ----- | ----- |
| 1    | Edwin Moses        | Stany Zjednoczone | 48,38 | Q     |
| 2    | Amadou Dia Ba      | Senegal           | 48,53 | Q     |
| 3    | Kriss Akabusi      | Wielka Brytania   | 48,64 | Q     |
| 4    | José Alonso        | Hiszpania         | 49,00 | Q,    |
| 5    | Thomas Nyberg      | Szwecja           | 49,03 |       |
| 6    | Toma Tomow         | Bułgaria          | 49,11 |       |
| 7    | Ryoichi Yoshida    | Japonia           | 49,39 |       |
| –    | Aleksandr Wasiljew | ZSRR              | DNF   |       |

### Finał
| Poz. | Imię i nazwisko | Narodowość        | Wynik | Uwagi |
| ---- | --------------- | ----------------- | ----- | ----- |
| 1    | Edwin Moses     | Stany Zjednoczone | 47,46 | CR    |
| 2    | Danny Harris    | Stany Zjednoczone | 47,48 |       |
| 3    | Harald Schmid   | RFN               | 47,48 | =     |
| 4    | Sven Nylander   | Szwecja           | 48,37 | [ 2 ] |
| 5    | Amadou Dia Ba   | Senegal           | 48,37 |       |
| 6    | Henry Amike     | Nigeria           | 48,63 |       |
| 7    | Kriss Akabusi   | Wielka Brytania   | 48,74 |       |
| 8    | José Alonso     | Hiszpania         | 49,46 |       |